# Ewyas Harold Castle
Ewyas Harold Castle var en borg i landsbyen Ewyas Harold i Herefordshire i England. Borgen var en af de få fæstninger før den normanniske erobring af England, og den er derfor af stor historisk interesse. Fæstningen består i dag kun af motten, der står som en høj bakke i udkanten af byen.

## Historie
Borgen var sandsynligvis en af det allerførste, der blev bygget af sakserne, givetvis i 1048. Den er opført, hvor der tidligere har stået et fæstningsværk, og den blev sandsynligvis opført af Osbern Pentecost. Det er én af kun tre kendte fæstninger, som blev opført inden invasionen i 1066.
Det var en motte and bailey-fæstning, der havde udsigt over Dulas Brook. I 1052 blev den ødelagt, enten på ordre af Jarl Godwin eller af walisere på et togt.
Umiddelbart efter normannernes erobring og invasion af området blev borgen genopbygget af William Fitz Osbern, Jarl af Hereford i 1066-67. I Domesday Book fra 1086 står der beskrevet at:
I Ewyas Harold Castles jurisdiktion har Roger Henry tre kirker og en præst og 130.000 m2 land og de har to sesters med honning. I borgen har han to udbygning.
Omkring 1100 blev der grundlagt et munkekloster på baileyen foran borgen. Harolds søn, Robertus de Ewyas, grundlagde sognekirken i landsbyen.
Ewyas Harold Castle forfaldt delvist til begyndelsen af 1400-tallet. Den var ejet af William Beauchamp, Lord Abergavenny, som genopbyggede forsvarsværkerne som følge af truslen om Owain Glyndŵrs angreb. Der er dog ingen kilder, som indikerer at den er blevet angrebet på dette tidspunkt. Owain og hans forskellige tropper brugte i stedet energi på at angribe andre steder.
Borgen forfaldt atter, og i 1645 var den ruin, da Charles I passerede gennem byen og bemærkede kirken og borgen.
I dag er den eneste rest af borgen den store jordforhøjning i udkanten af byen, hvor borgen stod på toppen.
I 2006 blev borgen udgravet og undersøgt af arkæologer, der bl.a. brugte jordradar til at få mere viden om borgen. I 2016 blev huset med en grund på 21 acre, hvor "borgen" ligger, sat til salg for £680.000 (ca. 6,1 mio. DKK).

## Beskrivelse
Motten er næsten cirkulær og er omkring 64 m i diameter. Den rejser sig omkring 13 meter over graven omkring foden af bakken. Den ligger omkring 10 m højere end den nyreformede bailey eller forborg. Der er ingen tegn på, at der har været en voldgrav mellem de to forhøjninger.